# Anemia nudiuscula
Anemia nudiuscula är en ormbunkeart som först beskrevs av Jacobus Petrus Roux och som fick sitt nu gällande namn av Maarten J.M. Christenhusz.
Anemia nudiuscula ingår i släktet Anemia och familjen Anemiaceae. Inga underarter finns listade i Catalogue of Life.